# Retina-Display
Als Retina-Display (wörtlich übersetzt „Netzhaut-Bildschirm“) bezeichnet das US-amerikanische Unternehmen Apple die in seinen Produkten eingesetzten Bildschirme, die eine so hohe Punktdichte haben, dass das menschliche Auge nicht in der Lage sein soll, aus einem typischen Betrachtungsabstand einzelne Bildpunkte zu erkennen. Der Werbebegriff wird für Bildschirme verschiedener Geräte benutzt (iPod, iPhone, iPad, iMac, MacBook, Apple Watch). Apple hat den Namen RETINA in den Vereinigten Staaten und Kanada als Markennamen registriert.
Apple stellt seine Displays nicht selbst her, sondern lässt sie von verschiedenen koreanischen und japanischen Zulieferern produzieren, u. a. von LG Display, Samsung und Japan Display.
Die meisten der bisher von Apple verwendeten Retina-Displays sind Flüssigkristallanzeigen (LCDs) mit In-Plane Switching (IPS). Eine Ausnahme bilden die OLED-Displays der Apple Watch und des iPhone X, iPhone XS, iPhone XS (Max), iPhone 11 Pro, iPhone 11 Pro (Max), iPhone 12 (Mini), iPhone 12, iPhone 12 Pro, iPhone 12 Pro (Max), iPhone 13 (mini), iPhone 13, iPhone 13 Pro, iPhone 13 Pro (Max), iPhone 14, iPhone 14 (Plus), iPhone 14 Pro,  iPhone 14 Pro (Max), iPhone 15, iPhone 15 (Plus), iPhone 15 Pro,  iPhone 15 Pro (Max) und dem iPad Pro (M4)

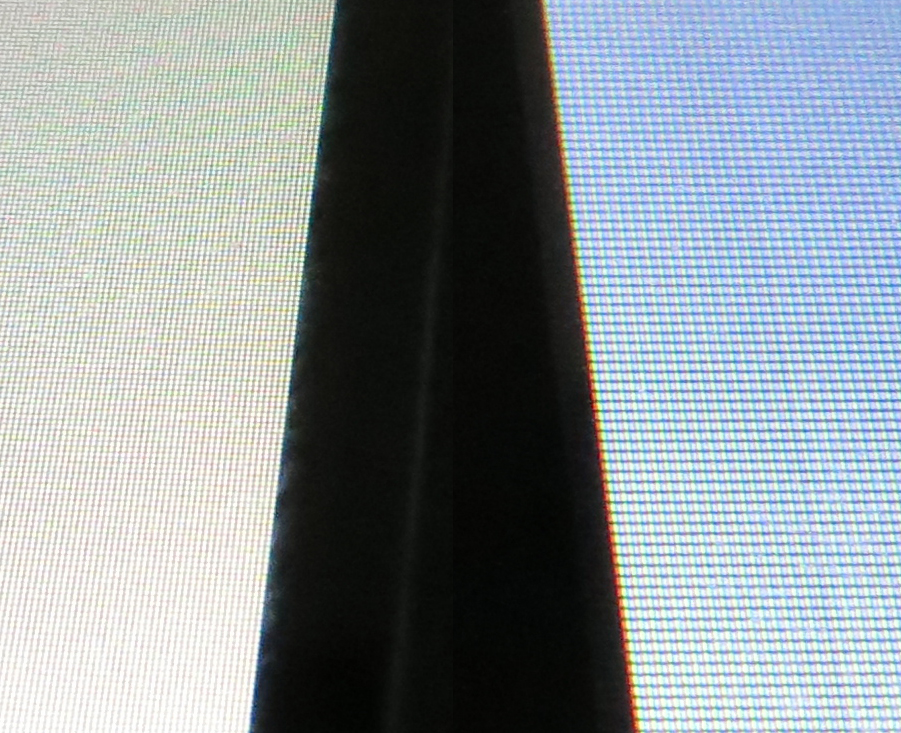
Retina-Display (links) – 163-ppi-Display (rechts)

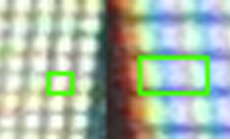
Retina-Display (links) – 163-ppi-Display (rechts); die grünen Kästen markieren jeweils einen Bildpunkt.

## Varianten
Nach dem ursprünglichen „Retina-Display“ des iPhone 4 führte Apple mit den Jahren weitere Varianten mit unterschiedlichen Bezeichnungen ein.
2014 stellte Apple das iPhone 6 und iPhone 6 Plus vor. Diese besitzen ein „Retina HD Display“. Beiden ist gemeinsam, dass ihre Auflösung mehr als 720p beträgt. Die Bezeichnung verwendet Apple bisher nur bei iPhones. Für Desktop-Macs und Monitore verwendet Apple seit 2014 ebenfalls die Auflösung im Namen. Dazu gehören „Retina 4K Display“, „Retina 4.5K Display“, „Retina 5K Display“ und „Retina 6K Display“.
2017 stellte Apple das erste iPhone mit einem OLED-Display vor. Dieses bezeichnet Apple als „Super Retina HD Display“.
Das iPhone XR von 2018 führte das „Liquid Retina HD Display“ ein. Dieses ist, wie bei älteren Modellen, ein LCD. Im Gegensatz zu Modellen wie dem iPhone 8 besitzt es dünnere Ränder ober- und unterhalb des Bildschirms und abgerundete Ecken. iPads und MacBooks mit LCD, deren Bildschirm die beiden letztgenannten Merkmale aufweisen, bezeichnet Apple ebenfalls als „Liquid Retina Display“.
Das iPhone 11 Pro von 2019 besitzt ein „Super Retina XDR Display“. Der Namensteil „XDR“ deutet darauf hin, dass der Bildschirm HDR wiedergeben kann. Diesen Namensteil verwendet Apple ebenfalls bei iPads und MacBooks, die HDR darstellen können.

## Technische Informationen
Die folgende Tabelle gibt eine Übersicht über die Punktdichten (in Pixel pro Zoll) und Bildschirmauflösungen aller Retina-Displays:
| Produkt | Punktdichte in ppi | Bildschirmauflösung in Pixel |
| --- | ------------------ | ---------------------------- |
| iPhone 13 Pro Max, IPhone 12 Pro Max                                                                                 | 458                | 2778 × 1284                  |
| iPhone 12, iPhone 12 Pro, iPhone 13, iPhone 13 Pro, iPhone 15                                                        | 460                | 2532 × 1170                  |
| iPhone 12 mini, iPhone 13 mini                                                                                       | 476                | 2340 × 1080                  |
| iPhone XS Max, iPhone 11 Pro Max                                                                                     | 458                | 2688 × 1242                  |
| iPhone X, iPhone XS, iPhone 11 Pro                                                                                   | 458                | 2436 × 1125                  |
| iPhone 6 Plus, iPhone 6s Plus, iPhone 7 Plus, iPhone 8 Plus                                                          | 401                | 1920 × 1080                  |
| iPhone XR, iPhone 11                                                                                                 | 326                | 1792 × 828                   |
| iPhone 6, iPhone 6s, iPhone 7, iPhone 8                                                                              | 326                | 1334 × 750                   |
| iPhone 5, iPhone 5c, iPhone 5s, iPhone SE (1. Generation), iPod touch (5. Generation) und iPod touch (6. Generation) | 326                | 1136 × 640                   |
| iPhone 4, iPhone 4s und iPod touch (4. Generation)                                                                   | 326                | 960 × 640                    |
| iPad mini (2./3./4. Generation)                                                                                      | 326                | 2048 × 1536                  |
| iPad (3./4. Generation), iPad Air (1./2. Generation), iPad Pro (9,7″)                                                | 264                | 2048 × 1536                  |
| iPad Pro (12,9″) | 264                | 2732 × 2048                  |
| iPad (10,2″) | 264                | 2160 × 1620                  |
| MacBook Pro mit Retina Display (13″)                                                                                 | 227                | 2560 × 1600                  |
| MacBook Pro (16″) | 254                | 3456 × 2234                  |
| MacBook (12″ Retina Display)                                                                                         | 226                | 2304 × 1440                  |
| MacBook Pro mit Retina Display (15″)                                                                                 | 220                | 2880 × 1800                  |
| iMac mit Retina 4K Display (21,5″)                                                                                   | 218                | 4096 × 2304                  |
| iMac mit Retina 5K Display (27″)                                                                                     | 217                | 5120 × 2880                  |
| Pro Display XDR (32″)                                                                                                | 218                | 6016 × 3384                  |
| Studio Display (27″)                                                                                                 | 218                | 5120 × 2880                  |